# Вампиры (фильм, 1915)
Вампиры (фр. Les Vampires, 1915) — немой сериал из 10 частей, снятый Луи Фейадом.
Он повествует о банде, члены которой называют себя Вампирами, и состоит из 10 эпизодов, продолжительностью от 13 и до 60 минут; общая продолжительность сериала — 399 минут.

## Сюжет
Париж находится во власти террора, против которого полиция бессильна. Преступная организация, известная как Вампиры, совершает погромы, убийства, грабежи, похищения. Их поступки отличаются точностью и дерзостью. Ничего не известно о банде злодеев за исключением того, что у них во главе Великий Вампир и его соблазнительная партнёрша, Ирма Веп. Журналист Филипп Геранд, расследуя убийство правительственного должностного лица, нападает на след Вампиров. Так начинается его длинное дело, благодаря которому он хочет избавить Париж от этого бича. Мюзидора играет загадочную воровку-обольстительницу, постоянно появляющуюся в светских кругах, а на самом деле являющуюся одним из опасных членов банды. Её героиня появлялась на экране в образе светской красавицы, певицы, телефонистки, горничной и др.

## Художественные особенности

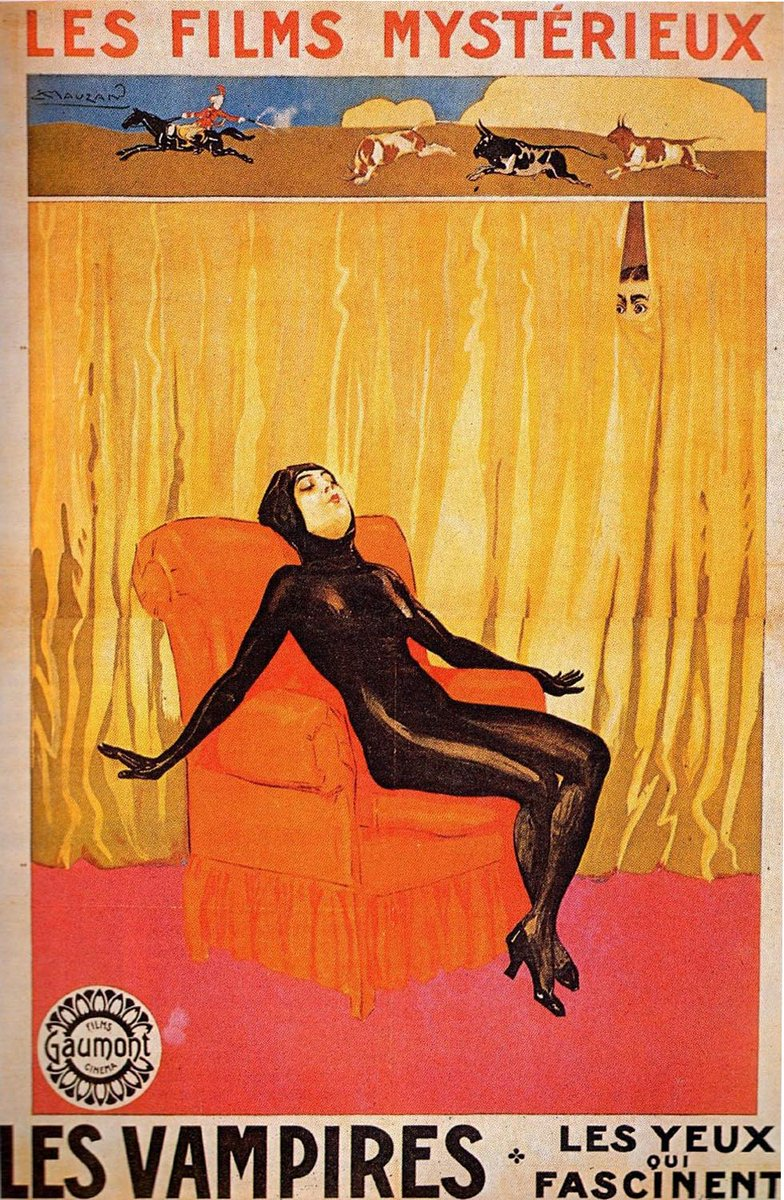
Афиша эпизода "Les Yeux Qui Fascinent" вышедшего 24 марта 1916 года.

Сериал «Вампиры» был чрезвычайно популярен во Франции в военное время.
Во время съёмок Фейад импровизировал со сценарием в зависимости от обстоятельств. Этот фильм не был типичным многосерийным фильмом своего времени, так как его еженедельные выпуски не подкреплялись рассказами в крупной прессе. Содержание каждой картины печаталось отдельными книжечками, которые писал популярный романист Жорж Мейрс, а выпускал издатель Тайандье.
«…Без поддержки влиятельной газеты „Вампиры“ были менее популярны, чем „Похождения Элен“, хотя они и предшествовали боевику Пирл Уайт, начавшему выходить в ноябре 1915 года…» (Жорж Садуль)
Сериал сделал очень популярной актрису Мюзидору, первую роковую женщину в истории кино. Её чёрный костюм очень соответствует её образу и в то же время очень шёл ей самой, её взгляд с экрана на зрителей очаровывал, киноаудитория того времени восхищалась ею.
Фильм «Вампиры» расценивается как шедевр жанра криминального триллера (хотя он снят прежде, чем сложился такой жанр). С недавним выпуском на DVD сериал нашёл новое поколение поклонников. Авторитетный критик Джонатан Розенбаум числит «Вампиров» среди вершин мирового кинематографа.
Луи Арагон и Андре Бретон о фильме: «…Вскоре все поймут, что нет ничего более реалистического и в то же время поэтичного, чем кинофельетоны, которые были в своё время радостью всех вольных умов. В „Похождениях Элен“ и в „Вампирах“ проявилась великая сущность нашего века независимо от моды и от вкусов публики. Пойдём со мной, и я покажу тебе, как пишут историю: вот 1917 год!».

## В ролях
- Мюзидора — Ирма Веп
- Эдуард Мате — Филипп Геранд
- Марсель Левек — Оскар Мазаметт
- Жан Эме — Великий Вампир
- Луи Лебас — Отец Тишина
- Фернан Херрманн — Хуан-Хосе Морено
- Стася Наперковская — Марфа Кутилофф
- Луиз Лагранж — Джейн Бремонтьер
- Рене Карл — андалуз
- Жак Фейдер — гость вечеринки
- Сюзанн Ле Брэт — Гортензия, служанка Ирмы
- Франсуаза Розе — гость вечеринки
- Жанна Мари-Лоран — мадам Бремонтье, мать Джейн
- Жермен Руэр — Августина, вдова жертвы вампира
- Рене Пойен — Юсташ, сын Мазаметт
- Рита Херлор — миссис Симпсон, американская мультимиллионерша
- Эмиль Кеппенс — Джордж Болдуин, американский миллионер

## Интересные факты
- Мюзидора была акробатом и все трюки в фильме делала сама.

- Мюзидора стала так знаменита, что впоследствии Фейад пригласил Мюзидору в фильм Жюдеск.

- До Мюзидоры в чёрном трико уже выступала Жозет Андрио, но её трико было бумажным[1].

- «Вампиров» обвиняли в том, что они увеличивают число преступлений. Администрация субсидировавшего их банка была недоволен этими упрёками, высказанными ей министром Мальви, и «Вампиры» прервали серии своих преступлений[1].

- После «Вампиров» Фейад начал снимать новый серийный фильм «Жюдекс» — гимн благородным сыщикам, поборникам правосудия[1].

- Фейад был чрезвычайно горд, когда «Большая Берта» обстреляла Париж с расстояния, считавшегося до того времени недоступным для артиллерии. Он ещё в 1915 году придумал в своём фильме беззвучную электрическую пушку, стрелявшую за 100 километров, и считал себя истинным изобретателем «Большой Берты»[1].

- Сюжет фильма «Ирма Веп» (1996) и сериала с тем же названием (2022) строится вокруг того, что режиссёр Рене Видаль пробует делать ремейк фильма «Вампиры» 1915 года.

## Фильмы серии
1. Пропавшая голова (La Tête Coupée)
2. Убийца с кольцом (La Bague Qui Tue)
3. Красная книжка с тайнописью (Le Cryptogramme Rouge)
4. Призрак (Le Spectre)
5. Сбежавший мертвец (L'évasion Du Mort)
6. Завораживающие глаза (Les Yeux Qui Fascinent)
7. Исчадие сатаны (Satanas)
8. Повелитель молний (Le Maître de la Foudre)
9. Ядовитых дел мастер (L’homme des Poisons)
10. Кровавая свадьба (Les Noces Sanglantes)

- Épisode 1: Пропавшая голова (La Tête Coupée) (1915)
- Épisode 2: Убийца с кольцом (La Bague Qui Tue) (1915)
- Épisode 3: Красная книжка с тайнописью (Le Cryptogramme Rouge) (1915)
- Épisode 4: Призрак (Le Spectre) (1916)
- Épisode 5: Сбежавший мертвец (L'évasion Du Mort) (1916)
- Épisode 6: Завораживающие глаза (Les Yeux Qui Fascinent) (1916)
- Épisode 7: 'Исчадие сатаны (Satanas) (1916)
- Épisode 8: Повелитель молний (Le Maître de la Foudre)e (1916)
- Épisode 9: Ядовитых дел мастер (L’homme des Poisons) (1916)
- Épisode 10: Кровавая свадьба (Les Noces Sanglantes) (1916)